# PCHA 1914–15

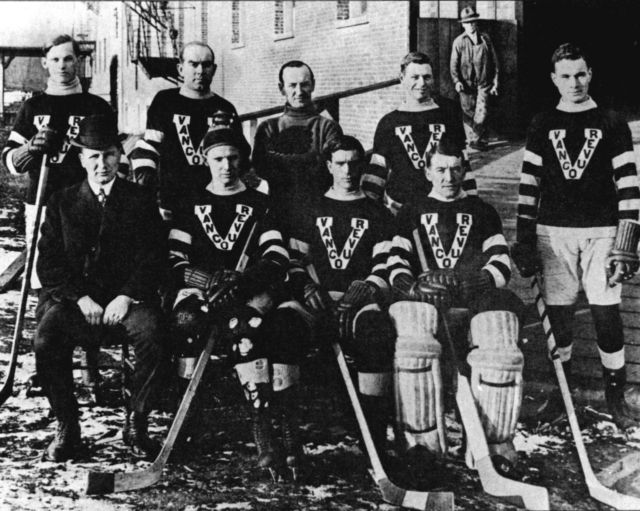
Vancouver Millionaires lag som vann Stanley Cup 1915. Översta raden, från vänster: okänd, Cyclone Taylor, Edward Muldoon, Mickey MacKay, Frank Nighbor. Främre raden, från vänster: Frank Patrick, Si Griffis, Lloyd Cook, Hughie Lehman.

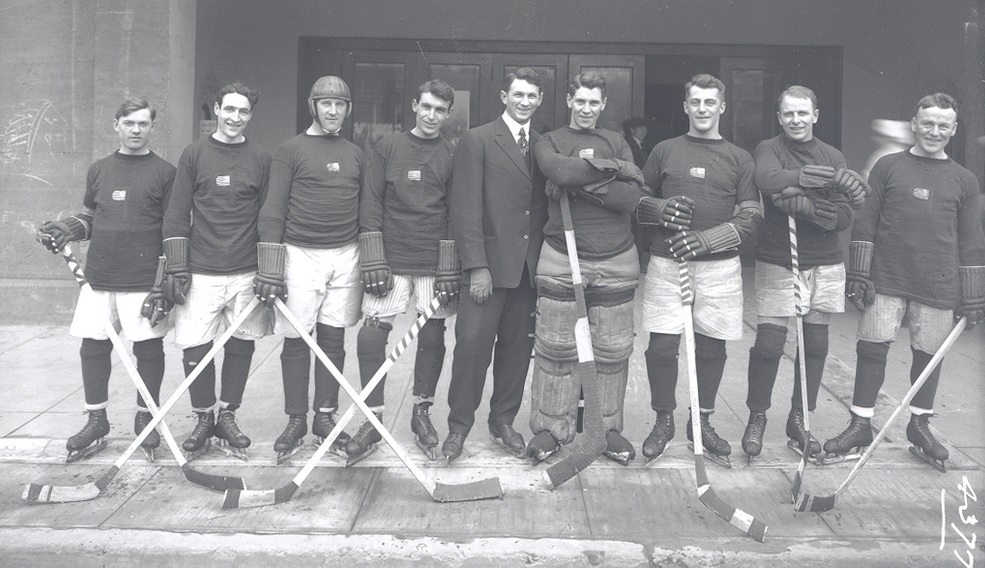
Portland Rosebuds 1914–15. Från vänster: Conrad "Connie" Benson, Charles Tobin, Moose Johnson, Smokey Harris, Pete Muldoon, Mike Mitchell, Eddie Oatman, Ran McDonald, Art Throop.

PCHA 1914–15 var den fjärde säsongen av den professionella ishockeyligan Pacific Coast Hockey Association och spelades mellan 8 december 1914 och 9 mars 1915.

## Grundserie
Inför PCHA:s grundseriesäsong 1914–15 hade New Westminster Royals flyttat sitt lag till Portland i Oregon och ombildats som Portland Rosebuds. Ligan bestod utöver Rosebuds även av Victoria Aristocrats och Vancouver Millionaires. Vancouver Millionaires vann ligan komfortabelt efter att ha spelat ihop 26 poäng, åtta poäng före andraplacerade Portland Roseduds. Millionaires nykomling Mickey MacKay gjorde 33 mål, flest av alla spelare i ligan, och Cyclone Taylor vann poängligan med 45 poäng, en poäng före lagkamraten MacKay. Millionaires hade värvat målvakten Hughie Lehman från New Westminster Royals och nya i klubben var även Lloyd Cook och Barney Stanley.
Vancouver Millionaires fick efter säsongen som PCHA-mästare spela om Stanley Cup mot mästarna från NHA, Ottawa Senators. Millionaires vann i tre raka matcher mot Senators med siffrorna 6-2, 8-3 och 12-3 och bärgade den åtråvärda pokalen.

### Tabell
M = Matcher, V = Vinster, F = Förluster, O = Oavgjorda, GM = Gjorda mål, IM = Insläppta mål, P = Poäng
|                        | M  | V  | F  | O | GM  | IM  | P  |
| ---------------------- | -- | -- | -- | - | --- | --- | -- |
| Vancouver Millionaires | 17 | 13 | 4  | 0 | 115 | 71  | 26 |
| Portland Rosebuds      | 18 | 9  | 9  | 0 | 91  | 83  | 18 |
| Victoria Aristocrats   | 17 | 4  | 13 | 0 | 64  | 116 | 8  |

### Målvaktsstatistik
M = Matcher, V = Vinster, F = Förluster, SM = Spelade minuter, IM = Insläppta mål, N = Hållna nollor, GIM = Genomsnitt insläppta mål per match
|               | Lag       | M  | V  | F  | SM   | IM  | N | GIM  |
| ------------- | --------- | -- | -- | -- | ---- | --- | - | ---- |
| Hughie Lehman | Vancouver | 17 | 13 | 4  | 1043 | 71  | 1 | 4.08 |
| Mike Mitchell | Portland  | 18 | 9  | 9  | 1113 | 83  | 0 | 4.47 |
| Bert Lindsay  | Victoria  | 17 | 4  | 13 | 1054 | 116 | 0 | 6.60 |

### Poängligan
|                  | Lag       | Matcher | Mål | Assists | Poäng |
| ---------------- | --------- | ------- | --- | ------- | ----- |
| Cyclone Taylor   | Vancouver | 16      | 23  | 22      | 45    |
| Mickey MacKay    | Vancouver | 17      | 33  | 11      | 44    |
| Frank Nighbor    | Vancouver | 17      | 23  | 7       | 30    |
| Eddie Oatman     | Portland  | 18      | 22  | 8       | 30    |
| Ran McDonald     | Portland  | 18      | 22  | 7       | 29    |
| Tommy Dunderdale | Victoria  | 17      | 17  | 10      | 27    |
| Art Throop       | Portland  | 18      | 16  | 8       | 24    |
| Albert Kerr      | Victoria  | 17      | 14  | 4       | 18    |
| Fred Harris      | Portland  | 18      | 14  | 3       | 17    |
| Lester Patrick   | Victoria  | 17      | 12  | 5       | 17    |
| Lloyd Cook       | Vancouver | 17      | 11  | 6       | 17    |

## Stanley Cup
| Match & Datum | Match & Datum | Vinnande lag           | Resultat | Förlorande lag  | Regler | Plats                   |
| ------------- | ------------- | ---------------------- | -------- | --------------- | ------ | ----------------------- |
| 1             | 22 mars       | Vancouver Millionaires | 6–2      | Ottawa Senators | PCHA   | Denman Arena, Vancouver |
| 2             | 24 mars       | Vancouver Millionaires | 8–3      | Ottawa Senators | NHA    | Denman Arena, Vancouver |
| 3             | 26 mars       | Vancouver Millionaires | 12–3     | Ottawa Senators | PCHA   | Denman Arena, Vancouver |